# Scelio variipennis
Scelio variipennis är en stekelart som beskrevs av Jean-Jacques Kieffer 1916. Scelio variipennis ingår i släktet Scelio och familjen Scelionidae. Inga underarter finns listade i Catalogue of Life.